# Malmöhus län
Malmøhus Len (svensk: Malmöhus län) er et tidligere dansk len og senere svensk län, beliggende i den sydvestlige del af Skåne i det nuværende Sverige og daværende Østdanmark.
Lenet blev oprettet i 1526 og bestod da af Oxie, Ingelsted og Jerrested herreder, som før da hørte til Lindholm Len, dvs. lenet knyttet til til Lindholm Slot.
I begyndelsen af 1600-tallet, før den svenske tid, indgik Torne, Bare, Oxie, Herrested, Lynids, Vemmehøj, Skyds, Jerrested og Ingelsted herreder i lenet, der da var et regnskabslen.
Ved freden i Roskilde i 1658 blev lenet svensk.
Malmøhus Len blev 1. januar 1997 lagt sammen med Kristianstads Len og dannede Skåne Len. 

## Lensmænd
| - 1526-1532 Albert Jepsen Ravensberg - 1532-1535 Mogens Gyldenstierne - 1534 Malmøhus indtaget af borgerne og nedbrudt, genopbygget 1537-1540 - -1542 Jørgen Urne - 1542-1544 Eiler Hardenberg - 1544-1549 Jesper Fris - 1549-1554 Mogens Gyldenstierne | - 1554-1565 Eiler Hardenberg - 1565-1580 Bjørn Kaas - 1580 Axel Tønnesen Viffert - 1580-1591 Korfits Viffert - 1591-1595 Hak Ulfstand - 1595-1597 Preben Gyldenstjerne - 1597-1602 Christian Barnekow til Birkholm | - 1602-1628 Siverd Grubbe til Hofdal - 1628-1632 tillagt den udvalgte prins Christian (embedsmand Siverd Urne til Rårup) - 1632-1651 Tage Ottesen Thott til Eriksholm - 1651-1656 Otte Thott til Næs - 1657-1658 Axel Urup til Beltebjerg |